# Alsic
Alsic (pour Apprentissage des langues et systèmes d’information et de communication) est une revue scientifique destinée aux chercheurs et praticiens.
Elle publie des articles concernant l'apprentissage des langues en liaison avec les technologies de l'information et de la communication (TIC).
Alsic est une revue électronique, publiée en libre accès sur le portail OpenEdition Journals.

## Historique
La revue Alsic a été créée en 1998 par Thierry Chanier assisté de Françoise Demaizière et Maguy Pothier. Dans un premier temps, de 1998 à 2001, elle a été hébergée par l'université de Franche-Comté, Besançon (Laboratoire d'Informatique de Franche-Comté) sous la responsabilité de Thierry Chanier, puis à l'université Marc-Bloch, Strasbourg (Département de Linguistique Appliquée et de Didactique des Langues) sous la responsabilité de Claude Springer de 2002 à 2007 puis de Geoffrey Sockett, avant de rejoindre revues.org fin 2008, qui devient OpenEdition Journals en 2017.

## Motivations scientifiques
Plusieurs motivations ont été à l'origine de la création d'Alsic : tout d'abord, la volonté de diffuser la recherche en accès libre grâce aux TIC. Il s'agissait ensuite de respecter les normes scientifiques internationales (lecture à l'aveugle par des experts, notamment) et de faire connaître la recherche francophone dans une publication en ligne, en français.

## Rubriques
La revue comporte plusieurs rubriques.
- Recherche : cette rubrique accepte des textes originaux, non publiés ailleurs et apportant une perspective nouvelle ou une synthèse sur des thématiques liées à l'éducation, l'apprentissage des langues en liaison avec les TIC.
- Pratique et recherche : cette rubrique accepte des textes originaux, non publiés ailleurs, faisant le bilan d'expériences pédagogiques avec les TIC et apportant des informations d'ordre méthodologique permettant une adaptation dans d'autres contextes.
- Analyse de livres et publications : cette rubrique accepte des analyses critiques d'ouvrages correspondant aux thématiques de la revue.
- Analyse de sites : cette rubrique accepte des analyses critiques  de ressources en ligne (sites Internet, logiciels) pertinents par rapport aux thématiques de la revue.
- Points de vue, échanges : cette rubrique accueille des textes variés : discussion d'articles publiés dans la revue, prises de position personnelles sur les thématiques de la revue, comptes-rendus de colloques ou de thèse, etc.

## Mode de fonctionnement
La revue dispose d'un comité de rédaction qui s'occupe de la chaine éditoriale et d'un comité scientifique international composé d'enseignants-chercheurs francophones. Les articles des rubriques Recherche et Pratique et Recherche sont relus à l'aveugle par 3 membres du comité scientifique qui donnent leur avis sur l'intérêt du document. Les résultats de ces expertises sont transmis à l'auteur qui doit tenir compte des suggestions faites par les experts.
Pour les autres rubriques, les textes sont relus par un ou des membres du comité de rédaction.

## Les deux accès à la revue
Les lecteurs individuels peuvent accéder gratuitement à la revue et télécharger les articles au format html. Pour les institutions ou les bibliothèques, OpenEdition Journals propose une offre commerciale incluant six groupes de services, OpenEdition Freemium qui leur permet de recevoir un bouquet de revues en sciences humaines et sociales dont fait partie Alsic. Les bibliothèques disposent ainsi de tous les articles en pdf.

## Référencement
La revue Alsic est référencée dans diverses bases de données bibliographiques.
- Modern Language Association International Bibliography (MLA)
- Linguistics and Language Behavior Abstract (LLBA)
- European Reference Index for the Humanities (ERIH)

Alsic apparaît dans la liste de l'AERES (Agence d'Évaluation de la Recherche de l'Enseignement Supérieur) des revues de Sciences Humaines et Sociales ; les articles parus dans les rubriques Recherche et Pratique et recherche sont classés comme publications de rang A.